# 文学之城
聯合國教科文組織的文學之城（City of Literature）計畫是全球創意城市網絡的一部分，2004年推出。

## 文學城市的標準
要被批准为文學之城，需要满足許多標準：
- 出版的品質，數量和多樣性
- 在初等、中等、高等教育關注國内或外國文學的教育方案的數量和品質
- 文学，戲劇和/或詩歌在城市中發揮著重要作用
- 舉辦促進國內和外國文學的文學活動和節日
- 存在圖書館，書店和公共或私人文化中心，保存、推廣和傳播國内外文學
- 出版並參與来自不同國家的語言和外國文字的翻譯文學作品
- 傳統媒體和新媒體積極參與促進文學和加强文學產品的市場

## 文学之城
- 苏格兰爱丁堡 （2004）
- 澳大利亚墨尔本 （2008）
- 美国爱荷华州爱荷华市（2008）
- 爱尔兰都柏林 （2010）
- 冰岛雷克雅未克 （2011）[3]
- 英格兰诺里奇 （2012）
- 波兰克拉科夫 （2013）
- 德国海德堡 （2014）
- 新西兰达尼丁 （2014）
- 西班牙格拉纳达 （2014）
- 捷克布拉格 （2014）
- 伊拉克巴格达 （2015）
- 西班牙巴塞罗那 （2015）
- 斯洛文尼亚卢布尔雅那 （2015）
- 乌克兰利沃夫 （2015）
- 乌拉圭蒙得维的亚 （2015）
- 英格兰诺丁汉 （2015）
- 葡萄牙奥比杜什 （2015）
- 爱沙尼亚塔尔图 （2015）
- 俄罗斯乌里扬诺夫斯克 （2015）
- 韩国富川 （2017）
- 南非德班 （2017）
- 挪威利勒哈默尔 （2017）
- 英格兰曼彻斯特 （2017）
- 意大利米兰 （2017）
- 加拿大魁北克 （2017）
- 美国西雅图 （2017）
- 荷兰乌特勒支 （2017）
- 中国南京 （2019）[4]
- 法国昂古莱姆 （2019）
- 黎巴嫩贝鲁特 （2019）
- 英國埃克塞特 （2019）
- 芬蘭庫赫莫 （2019）
- 巴基斯坦拉合爾 （2019）
- 荷兰吕伐登 （2019）
- 乌克兰敖德薩 （2019）
- 伊拉克蘇萊曼尼亞 （2019）
- 韩国原州市 （2019）
- 波兰弗罗茨瓦夫 （2019）